# Pubpeer

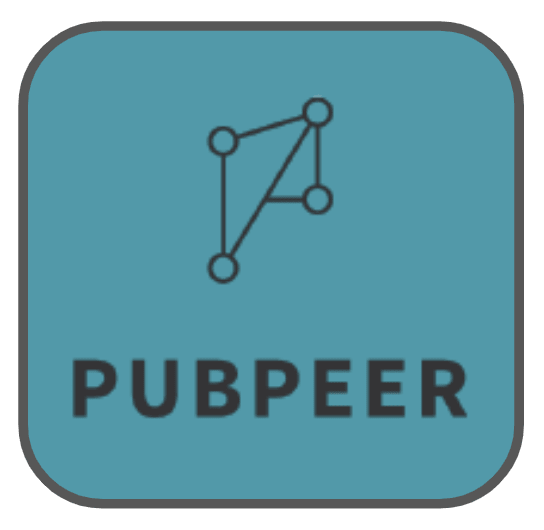

PubPeer ist eine US-amerikanische Website, die es ihren Nutzern erlaubt, wissenschaftliche Publikationen im Sinne eines post-publication peer-review Verfahrens zu diskutieren. Die Website wird primär dazu genutzt, Fehler in hochrangigen Publikationen nachzuweisen, was in einigen Fällen zu einer Korrektur oder Rückzug der Publikation und teilweise auch zu Vorwürfen des wissenschaftlichen Betrugs geführt hat. Die Seite ermöglicht es ihren Usern, auf derartige Fehler hinzuweisen und ordnet ihnen dafür zufällige lateinische Pseudonyme zu. Um Vorwürfen der Verleumdung vorzubeugen, dürfen auf PubPeer nur belegbare Fakten diskutiert werden. In den meisten Fällen werden digitale Bearbeitungen von Abbildungen in Publikationen anhand von direkten Vergleichen nachgewiesen.